# Östlig medelhavsstenskvätta
Östlig medelhavsstenskvätta (Oenanthe melanoleuca) är en tätting i familjen flugsnappare som förekommer i sydöstra Europa och sydvästra Asien. Den behandlas traditionellt som underart till medelhavsstenskvättan (O. hispanica), men urskiljs sedan 2019 av BirdLife Sverige som egen art, varvid hispanica tilldelats det nya trivialnamet västlig medelhavsstenskvätta.

## Kännetecken

### Utseende

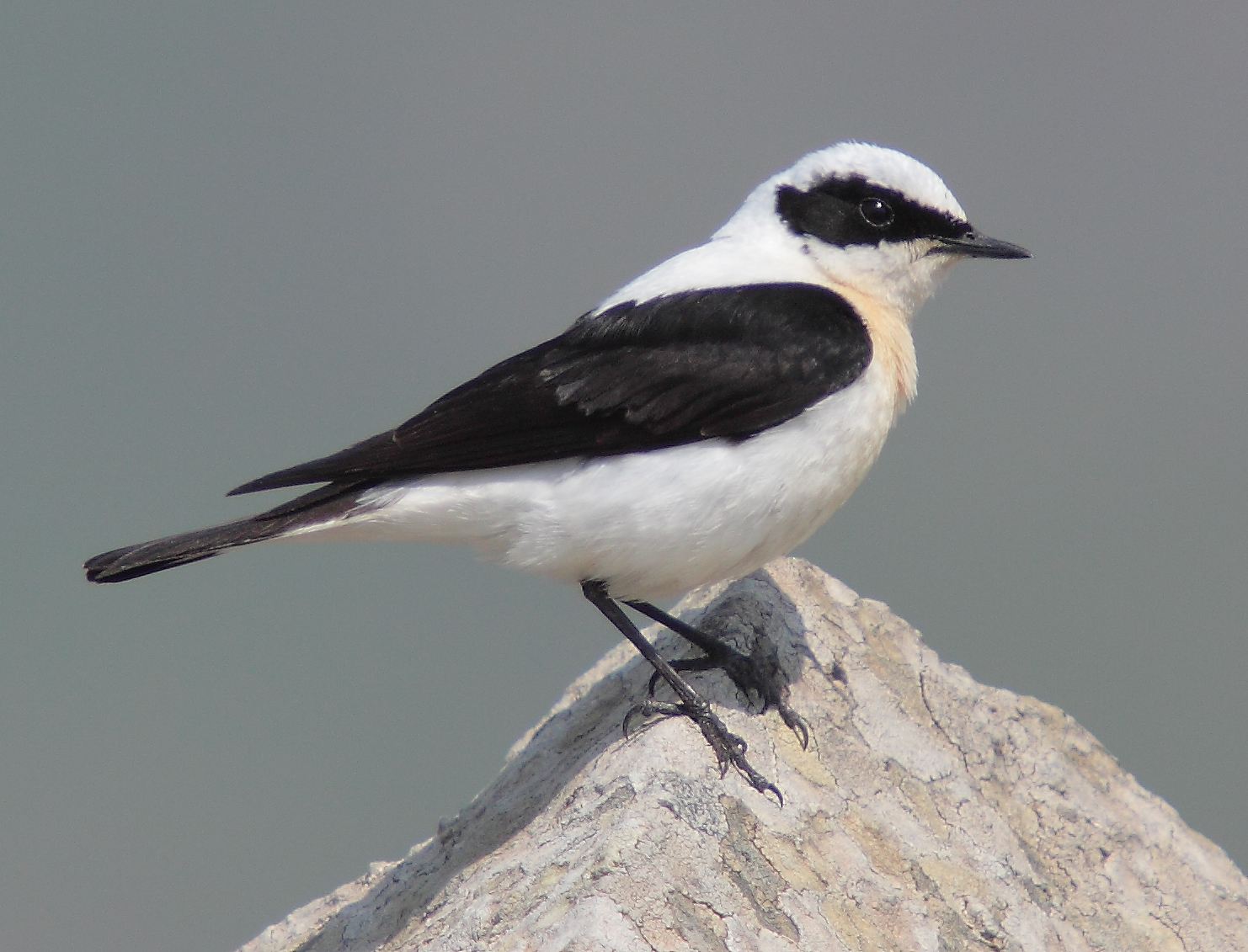
Ljusstrupig adult hane på Lesbos i Grekland.

Östlig medelhavsstenskvätta är liksom västlig medelhavsstenskvätta (Oenanthe melanoleuca) en relativt liten och slank stenskvätta med lång stjärt, och den mäter 13,5-15.5 cm. Karakteristiskt för medelhavsstenskvättorna är att det svarta ändbandet på stjärten inte är jämnbrett utan bredare i stjärthörnen, en egenskap den endast delar med den snarlika och närbesläktade nunnestenskvättan. Hos de ljusaste adulta hanarna av östlig medelhavsstenskvätta kan delar av stjärtspetsarna på de innersta stjärtpennorna vara helt vita.
Östlig medelhavsstenskvätta uppvisar precis som melanoleuca två olika morfer hos båda könen: en ljusstrupig ("aurita") där hanen enbart har svart ögonmask, och en mörkstrupig ("stapazina") där hela ansiktet är svart. Den mörkstrupiga morfen är vanligare hos den östliga medelhavsstenskvättan, medan den ljusstrupiga är vanligare hos den västra. Likt den västra har den adulta hanen vit rygg, som i fräsch dräkt är ockragul och det är ett mellanrum mellan det svarta på huvudet och det svarta på vingen, till skillnad från hos vitryggig stenskvätta och nunnestenskvättan.
Honorna hos de båda medelhavsstenskvättorna är mycket lika varandra och dessutom är de lika hona nunnestenskvätta. Generellt är de ljusare än nunnestenskvätta och hos mörkstrupig når inte det mörka på strupen så långt som till skulderfjädrarna och inte till övre delen av bröstet. Vidare är det varmt gulorangea eller rostbruna bandet på övre delen av bröstet typiskt. Hona nunnestenskvätta är mörkare på ovansidan och saknar i alla dräkter det varma bröstbandet.
Jämfört med västliga hispanica har hanen hos östlig medelhavsstenskvätta större ögonmask respektive haklapp och båda könen är mindre gulockrafärgade på bröst och rygg samt har längre handpenneprojektion, i paritet med nunnestenskvätta.
Hos hybrider mellan östlig medelhavsstenskvätta och nunnestenskvätta uppvisar hanen en fjäderdräkt som är ett mellanting av de båda arternas medan honorna oftast inte går att särskilja.

### Läten

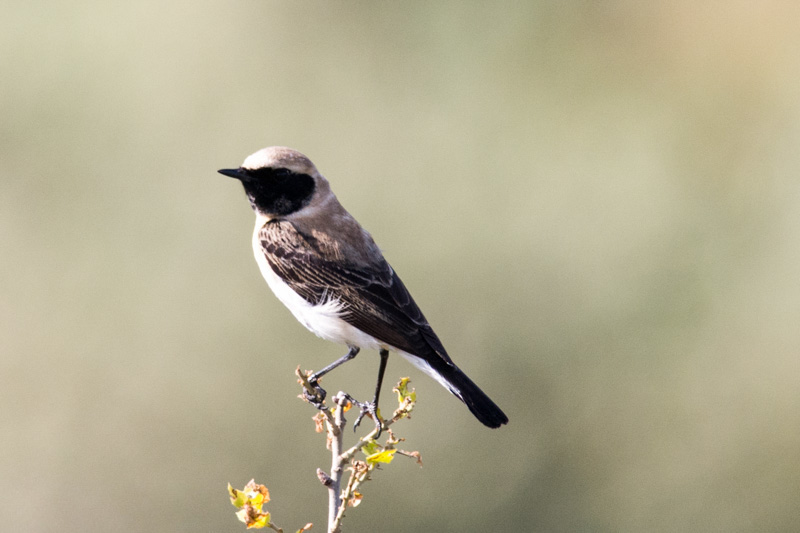
En adult icke-häckande mörkstrupig hane.

Sången hos medelhavsstenskvättorna, det vill säga både hispanica och melanoleuca, beskrivs som en torr, kort och explosiv strof, som påminner om korttålärka eller en uppvarvad törnsångare, ibland med härmningar av exempelvis ladusvala eller steglits. Den är mycket lik nunnestenskvättans, möjligen med något längre strofer men kortare pauser dem emellan. Även locklätena är mycket lika: sprucka "brsche" och smackande "tschack". Varningslätet är ett fallande, visslande "viy".

## Utbredning och systematik
Östlig medelhavsstenskvätta häckar i sydcentrala och sydöstra Europa genom Mellanöstern till Iran och sydvästra Kazakstan. I Sverige har den observerats vid sex tillfällen och vid ytterligare fem har det inte gått att avgöra om fynden utgör östlig eller västlig medelhavsstenskvätta.

### Artstatus
Östlig och västlig medelhavsstenskvätta behandlades fram tills nyligen som en och samma art, medelhavsstenskvätta. 2019 urskiljde dock BirdLife Sverige melanoleuca som egen art och tilldelade samtidigt taxonet hispanica det svenska trivialnamnet västlig medelhavsstenskvätta. Nyligen utförda genetiska studier visar nämligen att hispanica är systerart till ett komplex bestående av melanoleuca, nunnestenskvätta och cypernstenskvätta. 2020 följde tongivande International Ornithological Congress (IOC) efter och 2021 eBird/Clements.
Östlig medelhavsstenskvätta hybridiserar ganska ofta med nunnestenskvätta söder och väster om Kaspiska havet. I ett område öster om Kaspiska havet i Kara Bugash finns en isolerad stabil population av hybrider mellan dessa båda taxon, där alla hanar är ljusstrupiga.

### Familjetillhörighet
Tidigare fördes stenskvättorna liksom flera andra små trastlika fåglar som näktergalar, rödstjärtar och buskskvättor till familjen trastar, men dessa har efter DNA-studier visat sig vara närmare släkt med flugsnappare.

## Levnadssätt
Östlig medelhavsstenskvätta bebor torr stenig terräng gärna i sluttningar och oftast åtminstone delvis täckt av buskar. Den ses även i jordbruksmark, framför allt vid stenmurar. Boet placeras i ett hål i marken, en klippskreva eller mur eller under en sten. Den häckar från början av maj i Armenien och Grekland.

## Status och hot
Internationella naturvårdsunionen IUCN erkänner inte melanoleuca som egen art, varför dess hotstatus inte bedömts. Medelhavsstenskvättan i stort har ett stort utbredningsområde och en stor population, men tros minska i antal, dock inte tillräckligt kraftigt för att den ska betraktas som hotad. Internationella naturvårdsunionen IUCN kategoriserar därför arten som livskraftig (LC). I Europa tros det häcka mellan knappt 1,3 till knappt 3,7 miljoner par. Extrapolerat uppskattas världspopulationen till 4,6–13,4 miljoner vuxna individer.